# Giacomo IV di Maiorca
Giacomo IV di Maiorca (Perpignano, 24 agosto 1336 – Soria, 20 gennaio 1375), figlio di Giacomo III di Maiorca, ultimo re di Maiorca, e di Costanza d'Aragona, fu re titolare e pretendente al trono del Regno di Maiorca, conte titolare di Rossiglione e di Cerdagna e principe titolare d'Acaia dal 1349 alla morte. Fu inoltre il terzo marito di Giovanna I d'Angiò, regina di Napoli, ma non fu mai incoronato e fu solo suo consorte dal 1363 alla morte, anche se lasciò il Regno di Napoli nel 1366 per cercare invano di riconquistare i territori appartenuti al padre.

## Origine
Figlio primogenito del re di Maiorca, conte di Rossiglione e di Cerdagna, signore di Montpellier e principe d'Acaia, Giacomo III il Temerario e della principessa di Aragona Costanza d'Aragona, figlia del re d'Aragona Alfonso il Benigno e della contessa di Urgell, Teresa d'Entença.

## Biografia
Alla morte del padre sopraggiunta durante la battaglia di Llucmajor (1349) ereditò solo nominalmente (i feudi erano definitivamente perduti), il regno di Maiorca, le contee di Rossiglione e di Cerdagna, mentre entrò in possesso del titolo di principe d'Acaia (dove non si recò mai) e fu anche conte di Clarença e barone di Matagrifó.
Durante la battaglia, di cui sopra, restò ferito e fu quindi fatto prigioniero da Pietro il Cerimonioso, re d'Aragona, insieme alla seconda moglie del padre e dunque regina madre, Violante de Villaragut e sua sorella Elisabetta. Rimase prigioniero nel castello di Xátiva e nel Castello Nuovo di Barcellona, dove in entrambe le carceri fu rinchiuso in una gabbia di ferro, un'esperienza che gli causò uno squilibrio mentale.
Giacomo venne aiutato a evadere dalla prigione dal nobile Jaume de Santcliment, nel maggio del 1362, e fuggì ad Avignone da papa Urbano V, che gli combinò il suo matrimonio con Giovanna I di Napoli.
Il 14 dicembre 1362, a Napoli, fu celebrato il matrimonio per procura e, nel maggio 1363, a Château-Neuf, sposò la regina di Napoli, Giovanna I, figlia quartogenita di Carlo di Calabria, primogenito del re di Napoli, Roberto d'Angiò, e della sorella del re di Francia, Filippo di Valois, Maria di Valois, figlia di Carlo di Valois e di Mahaut di Châtillon. Giacomo era il terzo marito per Giovanna e come principe consorte divenne Duca di Calabria, ma, come da contratto matrimoniale, fu escluso da ogni incarico nel governo del regno di Napoli.
Nel 1366, verso la fine di gennaio, anche perché in assenza di figli, separandosi dalla moglie, abbandonò la corte napoletana e ritornò nella penisola iberica con l'obiettivo di riconquistare il regno di Maiorca e le altre contee, senza però riuscirvi.
Giacomo allora si recò in Francia in cerca di aiuto per riconquistare il regno perduto. Le buone relazioni tra Francia e Aragona però fecero abortire subito il suo progetto. Si aggregò allora al duca d'Aquitania, Edoardo il Principe Nero, figlio di Edoardo III d'Inghilterra, e partecipò alla spedizione in favore di Pietro il Crudele contro Enrico di Trastámara dove, nella battaglia di Nájera (1367), fu fatto prigioniero dalle truppe di Enrico di Trastámara, che non solo aveva perso la battaglia, ma il comandante del suo esercito, Bertrand du Guesclin era stato catturato dal Principe Nero.
Enrico di Trastámara, dopo qualche mese consegnò Giacomo IV a Bertrand du Guesclin, che, nel frattempo, dopo aver pagato il riscatto, era tornato libero; Giacomo venne trasferito a Montpellier dove venne tenuto prigioniero per circa due anni.
Giacomo venne liberato nel 1370, solo grazie al riscatto pagato dalla moglie, Giovanna.
Fece un ultimo tentativo con Luigi I d'Angiò, fratello di Carlo V di Francia, che gli permise di reclutare un esercito di 6.000 mercenari e di marciare sulla Catalogna. Nell'agosto del 1374 valicò i Pirenei a Conflent e riuscì ad arrivare a Cugat del Vallés alle porte di Barcellona ma fu respinto e dopo alcuni inutili tentativi di recuperare le contee di Rossiglione e di Cerdagna, abbandonò il tentativo e si ritirò a Soria, in Castiglia, dove poco dopo morì. Giacomo fu tumulato a Soria, nel monastero di San Francesco.
Dopo la sua morte divenne regina titolare di Maiorca la sorella Elisabetta con il nome di Elisabetta di Maiorca.

## Discendenza
Giacomo da Giovanna non ebbe discendenza e neppure si conoscono figli illegittimi.

## Ascendenza
|                        |                      |                             | Genitori                      |  |  | Nonni |  |  | Bisnonni              |  |  | Trisnonni           |  |
|                        |                      |                             |                               |  |  |       |  |  | Giacomo II di Maiorca |  |  | Giacomo I d'Aragona |  |
|                        |                      |                             |                               |  |  |       |  |  | Giacomo II di Maiorca |  |  | Giacomo I d'Aragona |  |
|                        |                      | Iolanda d'Ungheria          |                               |  |  |       |  |  | Giacomo II di Maiorca |  |  |                     |  |
| Ferdinando d'Aragona   |                      |                             |                               |  |  |       |  |  | Giacomo II di Maiorca |  |  |                     |  |
|                        |                      | Esclarmonde di Foix         | Ruggero IV di Foix            |  |  |       |  |  |                       |  |  |                     |  |
|                        |                      | Esclarmonde di Foix         | Ruggero IV di Foix            |  |  |       |  |  |                       |  |  |                     |  |
|                        |                      | Esclarmonde di Foix         | Brunisenda di Cardona         |  |  |       |  |  |                       |  |  |                     |  |
| Giacomo III di Maiorca |                      | Esclarmonde di Foix         |                               |  |  |       |  |  |                       |  |  |                     |  |
|                        |                      | Isnardo di Sabran           | Ermengaud II di Sabran        |  |  |       |  |  |                       |  |  |                     |  |
|                        |                      | Isnardo di Sabran           | Ermengaud II di Sabran        |  |  |       |  |  |                       |  |  |                     |  |
|                        |                      | Isnardo di Sabran           | Laudune d'Albe                |  |  |       |  |  |                       |  |  |                     |  |
| Isabella di Sabran     |                      | Isnardo di Sabran           |                               |  |  |       |  |  |                       |  |  |                     |  |
|                        |                      | Margherita di Villehardouin | Guglielmo II di Villehardouin |  |  |       |  |  |                       |  |  |                     |  |
|                        |                      | Margherita di Villehardouin | Guglielmo II di Villehardouin |  |  |       |  |  |                       |  |  |                     |  |
|                        |                      | Margherita di Villehardouin | Anna Comnena Ducas            |  |  |       |  |  |                       |  |  |                     |  |
| Giacomo IV di Maiorca  |                      | Margherita di Villehardouin |                               |  |  |       |  |  |                       |  |  |                     |  |
|                        | Giacomo II d'Aragona | Pietro III d'Aragona        |                               |  |  |       |  |  |                       |  |  |                     |  |
|                        | Giacomo II d'Aragona | Pietro III d'Aragona        |                               |  |  |       |  |  |                       |  |  |                     |  |
|                        | Giacomo II d'Aragona | Costanza II di Sicilia      |                               |  |  |       |  |  |                       |  |  |                     |  |
| Alfonso IV d'Aragona   | Giacomo II d'Aragona |                             |                               |  |  |       |  |  |                       |  |  |                     |  |
|                        |                      | Bianca di Napoli            | Carlo II di Napoli            |  |  |       |  |  |                       |  |  |                     |  |
|                        |                      | Bianca di Napoli            | Carlo II di Napoli            |  |  |       |  |  |                       |  |  |                     |  |
|                        |                      | Bianca di Napoli            | Maria d'Ungheria              |  |  |       |  |  |                       |  |  |                     |  |
| Costanza d'Aragona     |                      | Bianca di Napoli            |                               |  |  |       |  |  |                       |  |  |                     |  |
|                        |                      | Gombaldo di Entenza         | Bernardo Guglielmo di Entenza |  |  |       |  |  |                       |  |  |                     |  |
|                        |                      | Gombaldo di Entenza         | Bernardo Guglielmo di Entenza |  |  |       |  |  |                       |  |  |                     |  |
|                        |                      | Gombaldo di Entenza         | …                             |  |  |       |  |  |                       |  |  |                     |  |
| Teresa di Entenza      |                      | Gombaldo di Entenza         |                               |  |  |       |  |  |                       |  |  |                     |  |
|                        |                      | Costanza di Antillòn        | Sancho di Antillòn            |  |  |       |  |  |                       |  |  |                     |  |
|                        |                      | Costanza di Antillòn        | Sancho di Antillòn            |  |  |       |  |  |                       |  |  |                     |  |
|                        |                      | Costanza di Antillòn        | Eleonora di Cabrera-Urgell    |  |  |       |  |  |                       |  |  |                     |  |
|                        |                      | Costanza di Antillòn        |                               |  |  |       |  |  |                       |  |  |                     |  |